# 214136 Alinghi
214136 Alinghi este un asteroid din centura principală de asteroizi.

## Descriere
214136 Alinghi este un asteroid din centura principală de asteroizi. A fost descoperit pe 13 ianuarie 2005 la Vicques de Michel Ory. Asteroidul prezintă o orbită caracterizată de o semiaxă mare de 2,23 ua, o excentricitate de 0,08 și o înclinație de 4,3° în raport cu ecliptica.